# Toribio de Benavente Motolinia
Toribio de Benavente, O.F.M. (Benavente, 1482 - Cidade do México, 1568), também conhecido como Motolinía, foi um missionário franciscano que fou um dos famosos Doze Apóstolos do México e chegou à Nova Espanha em maio de 1524. Seus escritos publicados são uma fonte chave para a história e etnografia dos náuatles do México central, no período imediatamente após a conquista, bem como para os desafios da evangelização cristã. Ele é provavelmente mais conhecido por seus ataques ao defensor dominicano dos direitos dos povos indígenas, Bartolomé de las Casas, que criticava a conquista espanhola. Motolinia apoiava a subjugação dos índios, que via como "selvagens", e fez tudo o que pôde para aviltar Las Casas, que tentou proteger os direitos naturais e a plena humanidade dos indígenas.